# Walter Krüger
Walter Krüger, nemški general, * 23. marec 1892, † 11. julij 1973.